# Ozyptila rauda
Ozyptila rauda är en spindelart som beskrevs av Simon 1875. Ozyptila rauda ingår i släktet Ozyptila och familjen krabbspindlar. Inga underarter finns listade i Catalogue of Life.